# Sibylle Rauch
Sibylle Rauch (született Erika Roswitha Rauch) (München, 1960. június 14. –), német színésznő, erotikus és pornószínésznő.

## Élete, pályafutása
Sibylle Rauch 1960-ban született Münchenben. Érettségi után egy ügyvédi irodában dolgozott kisegítő titkárnőként. Ekkor még szemüveget is hordott. 19 éves volt, amikor képei megjelentek a Playboy magazin német kiadásának 1979. júniusi számában, mint a hónap „játszótársa” (Playmate des Monats). A Playboy szerkesztői találták ki új művésznevét, a Sibylle-t, mert az Erika Roswithát nagyon vidékinek találták.
1980–2000 között több, mint 20 filmben szerepelt. Karrierje „szoft” erotikus filmszerepekkel kezdődött, mint például a „Laß jucken Kumpel” 6. részében, vagy a tiroli „bőrnadrágos” filmsorozat „Drei Lederhosen in St.Tropez” c. részében. A legnagyobb ismertséget azonban a Forró rágógumi c. izraeli erotikus televíziós sorozat (angol címe „Eskimo Limon” vagy „Lemon Popsicle”, német címe „Eis am Stiel”) hozta meg számára, amelynek több folytatásában is szerepet kapott.
1987 után átnyergelt a kemény pornográfiára. Első filmje egy Teresa Orlowski-produkció volt, „Born for Love” címmel. A kétrészes pornófilmbeli alakításáért kiugróan magas gázsit, 100 000 német márkát kapott. 1987–1997 között több, mint 20 „hardcore” videófilmben szerepelt, így a például „Private Moments” 1. és 2. részében, és a „Sisters in Love”-ban. Ezekben saját húgával, Sylvie Rauch-hal (* München, 1962. május 20.) együtt szerepeltek pornográf jelenetekben is. Sylvie, aki Sibylle-hez hasonlóan hasonlóan fotómodellként kezdte, több közös fényképsorozatuk is megjelent erotikus magazinokban. Sibylle hatására húga több hardcore filmben is fellépett, néhányszor nővérével együtt is, de néhány évvel később kiszállt ebből a műfajból, a két testvér viszonya elhidegült.
Amikor Sibylle fiatalsága fakulni kezdett, több mellnagyobbító műtétet is elvégeztetett, és sikerrel vette fel a versenyt a fiatalabb pornószínésznőkkel is. Rendszeres kokainfogyasztása az 1990-es évek végére kábítószer-függőséget okozott, életkorának előrehaladása a pornófilmipar peremére sodorta. A frusztráció miatt 1997 szeptemberében öngyilkossági szándékkal felvágta ereit. Életben maradt, de filmes karrierjének vége szakadt. Elvonókúrán vett részt, sikeresen kigyógyították kábítószer-függőségéből. 1999-ben még megkísérelt visszatérni, a „Cross club” c. zombi-horrorfilmben kapott főszerepet, kevés sikerrel.
Élettörténetéről Németországban 2001-ben kétrészes TV-filmet készítettek, „Das sündige Mädchen” („A bűnös leányzó”) címmel, amelyben Sibylle szerepét Anna Loos játszotta. A főszereplő egy TV-beszélgetés során így nyilatkozott az általa játszott Sibylle Rauchról: „Nagyon tisztelem a pornófilmek szereplőit, de Önt nem tartom színésznőnek.”
Súlyos adósságokat halmozott fel, elveszítette lakását, autóját. Anyagi helyzetének javítása céljából különféle viszonyokat folytatott idősebb, jól szituált urakkal. Bizarr erotikus show-műsorokban lépett fel. 2004-ben egy felvétel színpadi próbáján aktuális szeretőjének, Marko Könignek láncfűrésszel kellett kinyitnia Sibylle melltartóját, de a szerszám elcsúszott, Sibylle több vágott sérülést szenvedett mellén és hasán, amelyek miatt kórházi kezelésre szorult.
2005-ben még egy mellékszerepet kapott a „Der Prinz aus Wanne-Eickel” c. filmvígjátékban. 2006 eleje óta Sibylle Rauch egy klagenfurti bordélyházban dolgozott, erről egy helyi újságnak adott interjúban is beszámolt, de innen 2007 elején kilépett, miután az egyik vendéget feljelentette azzal, hogy az megerőszakolta őt.
2009-ben Bajorországban élt súlyosan eladósodva. Magánlakását, személyautóját el kellett adnia, egy lakókocsiban lakott. Fellépéseket vállalt erotikus kiállításokon és vásárokon, televíziós show-műsorokban, erotikus live show-kon. 2009-es hírek szerint Bécsben dolgozott prostituáltként.
2012-ben erotikus szerepet kapott egy reklámklip-sorozatban, a „Gogomil.com” internetes cég megbízásából. Ebből az alkalomból Sybille közölte a sajtóval, hogy Nadja Etzler nevű élettársával (*1961) össze kíván házasodni.
2019-ben részt vett a német RTL tévécsatorna „Dzsungelharc” (Dschungelcamp) című valóságshow-jában. Az életkörülményei után érdeklődő újságíróknak elmondta, anyagilag padlóra került és kénytelen ismét megpróbálkozni a szexiparral, hogy rendszeres jövedelemhez jusson.

## Főbb filmszerepei
- 1980: Drei Lederhosen in St. Tropez; szőke lány
- 1981: Forró rágógumi 3. – Szállj le rólam! (Shifshuf Naim); Frieda / Trixie
- 1983: Nyúlvadászok 2. (Sababa); svájci nagykövetné
- 1984: Ein Mann wie EVA; Walter felesége
- 1985: Das Wunder; Sandra
- 1987: Forró rágógumi 7. – Hancúr hotel (Ahava Tzeira); kutyás nő
- 1988: Forró rágógumi 8. – Kebelcsodák parádéja (Summertime Blues: Lemon Popsicle VIII); Eva
- 1991: Schloß Pompon Rouge, tévésorozat, adjutánsnő
- 2011: Sibylle Rauch: Der Kino-Star wird Porno-Queen; önmaga